# Honoré Charles Reille
Honoré Charles Michel Joseph Reille (ur. 1 września 1775 w Antibes; zm. 1 marca 1860 w Paryżu) francuski generał, marszałek Francji i par Francji.
Reille walczył w 1792 pod rozkazami gen. Dumourieza i został adiutantem gen. André Massény, którego córkę potem poślubił.
Po upadku Napoleona był inspektorem piechoty 14. i 15. Dywizji a w 1815 dowodził 2 Korpusem Armijnym. Brał udział w bitwie pod Waterloo jako dowódca lewego skrzydła Wielkiej Armii, bezskutecznie próbując pokonać Anglików.
W 1819 został parem a w 1847 marszałkiem Francji. W 1852 powołany na senatora. Zmarł 1 marca 1860 w Paryżu. 
Jego synem był inny francuski generał- André Charles Victor Reille.

## Odznaczenia[2]
- Komandor Legii Honorowej
- Kawaler Order Korony Żelaznej (Królestwo Włoch)
- Komandor Orderu Zasługi Wojskowej (Królestwo Bawarii)
- Kawaler Orderu Wojskowego Świętego Henryka (Królestwo Saksonii)